# Shimokitahalvön

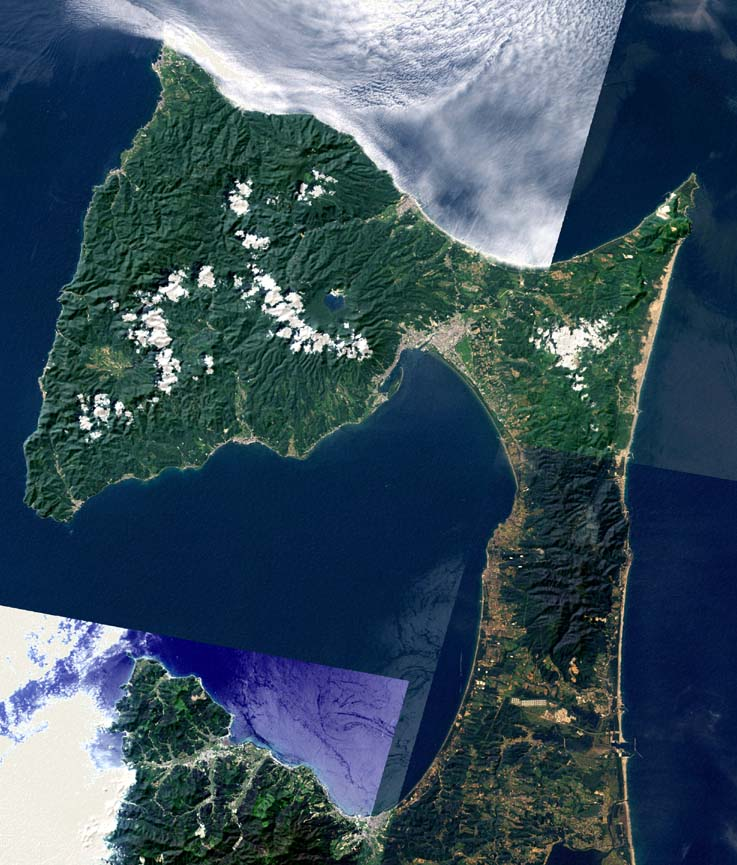
Landsatbild över Shimokitahalvön.

Shimokitahalvön (下北半島, Shimokita-hantō) är den avlägsna nordöstra udden av den japanska ön Honshū, som sträcker sig ut mot Hokkaidō. Administrativt är området en del av Aomori prefektur.
Formad som en yxa som pekar västerut, har halvön ett tunt "yxhandtag" som ansluter den bergiga "yxan" till fastlandet. Halvöns kustremsor är glesbefolkade och inlandet är praktiskt taget obebott.
Shimokita är mest känd som platsen för Osorezan, den mytiska japanska placeringen av ingången till helvetet. Den frodiga Yagendalen, känd för sina varma källor, ligger också i Shimokita. Där finns även Hotoke-ga-ura, klippor som formats av vinden, så att de kommit att likna Buddhastatyer. I byn Rokkasho finns det kärntekniska anläggningar.
2012 slog Japan ett nytt världsrekord för havsborrning, när man nådde till 2111 meter under havsbotten utanför Shimokitahalvön.

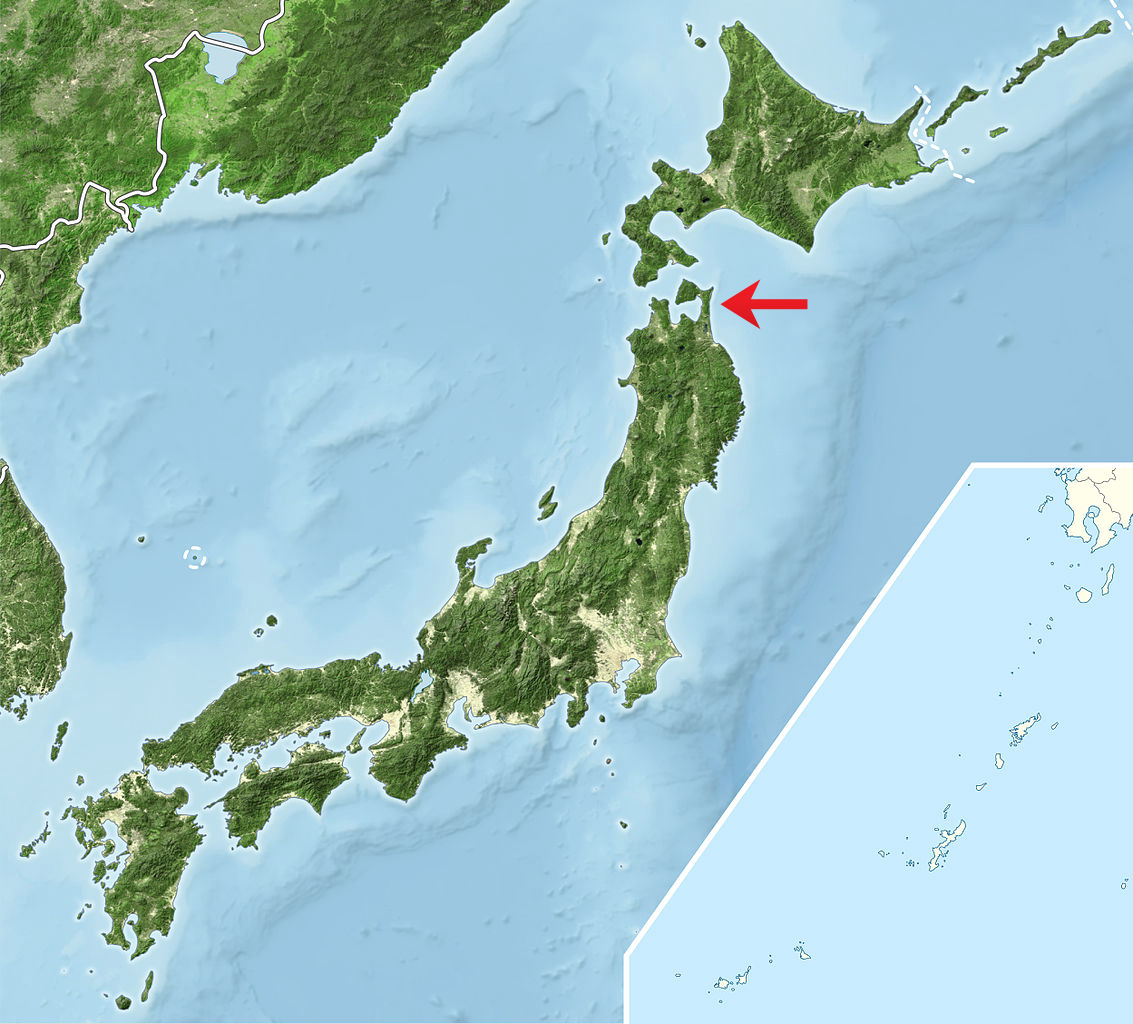
Shimokitahalvöns läge i Japan.